# ردپاها
ردپاها هفدهمین آلبوم استودیویی کریس دی‌برگ است.